# Ligne de Mortagne-au-Perche à L'Aigle
La ligne de Mortagne-au-Perche à L'Aigle est une courte ligne de chemin de fer régionale française à écartement standard et à voie unique du département de l'Orne, en région de Normandie, aujourd'hui fermée et déposée.
Cette ligne traversait l'Est du département de l'Orne, c'est-à-dire le Perche ornais et le pays d'Ouche méridional. Elle permettait de relier la gare de L'Aigle à celle de La Hutte-Coulombiers en passant par le nœud ferroviaire de Mortagne-au-Perche et desservait au passage les villes de Tourouvre, Bellême et Mamers, raccordant ces dernières au reste du réseau ferré.

## Histoire
La ligne est mise en service entre le 28 décembre 1881 et[Quand ?], par le ministère des Travaux Publics qui l'exploita en régie directe, la Compagnie des chemins de fer de l'Ouest n'ayant pas souhaité financer les travaux de la ligne, considérant, limitée par les investissements déjà importants consacrés aux autres lignes, que cette ligne n'apportait pas suffisamment de perspectives financières. Toutefois, le matériel utilisé sur cette ligne était soit loué à ladite compagnie, soit prêté par le Réseau de l'État
La ligne, avec celle de Mamers à Mortagne-au-Perche, est déclarée d'utilité publique, à titre d'intérêt général, par une loi le 16 décembre 1875,.
La ligne est cédée par l'État à la Compagnie des chemins de fer de l'Ouest par une convention signée entre le ministre des Travaux publics et la compagnie le 17 juillet 1883. Cette convention est approuvée par une loi le 20 novembre suivant et est effectif le 1er janvier 1884.
Un grave accident en gare de Randonnai – Irai a lieu le 20 février 1938 : une collision frontale de deux trains fait 5 morts et une vingtaine de blessés[réf. nécessaire].
La ligne a été fermée à tout trafic en[Quand ?], puis déclassée en 1994.